# Shaun Murphy (Fußballspieler)
Shaun Peter Murphy (* 5. November 1970 in Sydney) ist ein ehemaliger australischer Fußballspieler, der auch einen irischen Pass besitzt und den Großteil seiner aktiven Zeit in England spielte. Außerdem war er für die Australische Fußballnationalmannschaft aktiv.

## Karriere
Murphy absolvierte das Australian Institute of Sport bis 1988 und spielte dann bei den Blacktown City Demons und Heidelberg United. 1990 wechselte er zu Perth Italia, 1991 ging er nach England zu Notts County, wo er vier Jahre lang aktiv war. Im Sommer 1996 unterschrieb er einen Vertrag bei West Bromwich Albion, 1999 bis 2003 spielte er bei Sheffield United 158-mal. Von 2001 bis 2002 folgte ein Engagement bei Crystal Palace, für die er elf Spiele absolvierte. Seine Karriere beendete Murphy 2004 bei Perth Glory in Australien.
Mit der Nationalmannschaft seines Landes konnte Murphy 2000 den OFC-Nationen-Pokal gewinnen. Außerdem war er Mitglied des australischen Teams bei den Olympischen Spielen 1992. Insgesamt spielte er 18-mal für die A-Mannschaft und erzielte dabei drei Tore.

## Erfolge
- OFC-Nationen-Pokalsieger:
  - 2000